# عبقات الأنوار في إمامة الأئمة الأطهار
عبقات الأنوار في إمامة الأئمة الأطهار هو كتاب ضخم من تأليف الفقيه الشيعي حامد حسين الهندي كتبه باللغة الفارسية في الرد على باب الإمامة من التحفة الإثني عشرية لعبد العزيز الدهلوي، والتحفة نفسها كتبها الدهلوي بالفارسية في الرد على الشيعة الإثني عشرية، وكتب عديد من علماء الشيعة في الردِّ على كتابه غير أنَّ كتاب عبقات الأنوار اختصَّ بالرد على باب الإمامة فقط. وقد قسَّم المؤلف موسوعته على منهجين؛ المنهج الأول في إثبات دلالة الآيات القرآنية، والمنهج الثاني في الأحاديث. والمنهج الأول لا يزال مخطوطاً ولم يُطبع، وأما المنهج الثاني فقد طبع أكثره، كما تُرجمت كثير من أجزاءه إلى العربية والأردوية.

## مضمون الكتاب
كتب الكتاب في الرد على الباب السابع من الكتاب التحفة الإثني عشرية لعبد العزيز الدهلوي وهو أدلة الإمامية لإمامة علي بن أبي طالب وحاول أن يقول بأن الأسلام ليس هو الدين الذي كان في محكمة الخلفاء وانقض كل ما ادعاه دهلوي في كتابه بالحجج القائمة المستندة.

## طريقة التأليف
وضع المؤلف كل مجلد من المنهج الثاني في جزء أو جزئين وناقش في سند الحديث واثبات تواتره بأنه حديث قطعي الصدور، عن طرق العامة.و في البداية أخذ بتعديل الرواة عن طريق الصحابة بما يستندون من الأسناد الصحيحة السنية من العهد النبي إلى عهد المؤلف لكل قرن، ثم قام بتعديل كل من الصحابة عن طريق التابعين وفي النهاية تابع تعديل الطبقات الأخرى عن طريق الكتب الرجالية والتراجم والجوامع الحديثية ومصادرهم الموثقة إلى عهده.ثم يقوم بتحليل نص الحديث ويشير إلى طرق استخدامه وكيفية دلالته وفقاً لتراث الشيعي.

## الترجمات والملخصات والكتب المرتبطة

### الفارسية
- لخَّص الشيخ عباس القمي المجلَّدات التي تناقش حديث الغدير، وأخرجها بعنوان فيض القدير فيما يتعلق بحديث الغدير.[4]

### العربية
- عرَّب محسن النوَّاب اللكنوي بعض مجلَّدات عبقات الأنوار مع التلخيص، وقد ورد عنوان التعريب بهذا الشكل الثمرات في تعريب العبقات غير أنَّ آغا بزرگ الطهراني ذكره بعنوان الثمرات في تلخيص العبقات، وحكى أنَّه «ملخص تمام حديث المدينة والتشبيه والمنزلة وبعض حديث الغدير».[5]
- عرَّب علي الحسيني الميلاني تمام عبقات الأنوار مع التهذيب والتلخيص وإضافة الكثير من المطالب، وأخرج عمله بعنوان نفحات الأزهار في خلاصة عبقات الأنوار.
- أتمَّ هاشم الأمين العاملي تعريب مجلد من العبقات، والتزم فيه بالترجمة الدقيقة، وقد تبنت جماعة المدرسين بقم المقدسة نشر الكتاب.

### الأردوية
- ترجم شجاعة حسين الگوپال پوري ما يخص حديث الثقلين إلى اللغة الأردوية، وعلى ترجمته تقريظين لناصر مكارم الشيرازي وسعيد أختر الرضوي.

## منزلة الكتاب عند الشيعة
أجمعت كلمات علماء الشيعة في الثناء على هذا الكتاب، ووقد قرَّظ الكتاب عدد من أعلام الشيعة المشهورين، كمحمد حسن الشيرازي، وزين العابدين المازندراني الحائري، وحسين النوري الطبرسي، ومحمد حسين الشهرستاني، وغيرهم، وقد جمع عباس الشيرواني تلك التقريظات في كتاب سواطع الأنوار في تقريظات عبقات الأنوار، وممَّا قاله بعض علماء الشيعة في الثناء على الكتاب:
- قال أبو الفضل الطهراني في كتابه شفاء الصدور عند ذكره لعبقات الأنوار: «كتاب عبقات الأنوار تصنيف السيد الجليل المحدث العالم نادرة الفلك وحسنة الهند ومفخرة لكهنو وغرة العصر خاتم المتكلمين المولوي الأمير حامد حسين المعاصر الهندي اللكهنوي قدس سره وضوعف بره، وإني أدين الله بأنه منذ تأسيس علم الكلام إلى هذا اليوم حيث أكتب هذا المختصر، لم يُؤلف في مذهب الشيعة مثل هذا الكتاب المبارك من حيث اتفاق النقل وكثرة الاطلاع على كلمات الأعداء والإحاطة بالروايات الواردة من طرق الخصوم».[6]

- أثنى عبد الحسين الأميني على عبقات الأنوار عند ذكره لمؤلِّف العبقات في موسوعته الغدير إذ قال: «وأمّا كتابه العبقات فقد فاح أريجه بين لابتي العالم، وطبق حديثه المشرق والمغرب، وقد عرف من وقف عليه أنَّه ذلك الكتاب المعجز المبين الذي لا يأتيه الباطل من بين يديه ولا من خلفه».[7]

- قال محسن الأمين العاملي عند ذكره لعبقات الأنوار في ترجمته لمؤلِّفه: «عبقات الأنوار في إمامة الأئمَّة الأطهار بالفارسيَّة، لم يُكتب مثله في بابه في السلف والخلف».[8]